# 더불어시민당
더불어시민당(더불어市民黨)은 대한민국의 민주당계 정당이다. 상징색은 파란색이다. 2020년에 실시된 대한민국 제21대 국회의원 선거에서 더불어민주당, 기본소득당, 시대전환이 결성한 비례대표 전용 선거 연합 정당이었으나, 사실상 더불어민주당의 비례대표 위성정당 역할을 했다. 국회의원 선거 결과 비례대표에서 9,307,112 표(33.35%)를 득표, 17명이 국회의원에 당선되었다. 이후, 2020년 5월 13일 더불어민주당과 합당, 소멸하였다.

## 역사
2020년 3월 2일에 우희종, 최배근에 의해 시민을위하여 창당준비위원회가 결성되었다. 우희종과 최배근은 창당 선언문을 통해 미래통합당(현재의 국민의힘)이 준연동형 비례대표제를 도입한 새로운 선거법의 취지를 훼손시키고 국회의원 의석을 약탈하기 위하여 비례대표 위성정당인 미래한국당을 창당한 것을 비난했다. 우희종과 최배근은 2020년 3월 8일에 시민을위하여를 창당했다.
더불어민주당은 2020년 3월 17일에 기본소득당, 시대전환, 가자환경당, 가자!평화인권당과 함께 비례대표 연합 정당을 형성하기로 결의했고 2020년 3월 18일에는 당명을 더불어시민당으로 변경했다. 그러나 가자환경당, 가자!평화인권당은 소속 당원들이 더불어시민당의 비례대표 후보 공천 과정에서 탈락하자 비례대표 후보를 독자 공천하기로 결정했다.
녹색당은 원래 75%가 넘는 당원들이 더불어민주당이 주도하는 비례대표 연합 정당에 참여하기로 결의했으나 나중에 번복했다. 대한민국 제21대 국회의원 선거에서 성소수자 후보를 출마시켰던 녹색당은 윤호중 더불어민주당 사무총장이 "성소수자 문제와 관련된 정당과는 연합 정당에 참여하기에 문제가 있다."고 발언한 사실을 지적했다. 2020년 3월 25일에는 더불어민주당 소속 국회의원이었던 이훈, 이종걸, 신창현, 이규희, 제윤경, 심기준, 정은혜가 더불어민주당의 제명 절차를 거쳐 더불어시민당에 합류했다. 2020년 3월 27일에는 윤일규 국회의원이 더불어민주당에서 탈당하고 더불어시민당에 합류했다.
더불어시민당은 2020년 4월 15일에 실시된 대한민국 제21대 국회의원 선거에서 비례대표 17석을 차지했다. 2020년 5월 12일에 더불어민주당과 더불어시민당 간의 합당이 양당 중앙위원회의 투표를 통한 의결 절차를 통해 통과되었는데 더불어민주당에서는 찬성 97.7%, 더불어시민당에서는 찬성 100%를 기록했다. 양당 최고위원회는 2020년 5월 13일에 합동회의를 열고 합당 절차를 마무리했다.

## 역대 지도부

### 창당준비위원회
2020.03.02 ~ 2020.03.07
- 공동창당준비위원장 : 우희종, 최배근

### 1기 지도부
2020.03.08 ~ 2020.05.18
- 공동대표 : 우희종, 최배근 → 우희종
- 최고위원 : 호사카 유지, 조민행, 정도상, 구본기, 서대원
- 사무총장 : 정은혜

## 주요 선거 결과

### 국회의원 선거
|  | 33.35% |

|  | 5.67% |

- 제21대 국회의원 선거에서 지역구는 더불어민주당에 후보를 냈다.

## 같이 보기
- 더불어민주당
- 미래한국당 (2020년에 실시된 제21대 국회의원 선거를 앞두고 있던 미래통합당(현재의 국민의힘)에서 창당한 비례대표 위성정당)
- 더불어민주연합 (2024년에 실시된 제22대 국회의원 선거를 앞두고 있던 더불어민주당에서 창당한 비례대표 위성정당)
- 위성정당
- 비례대표